# Caesalpinia lucida
Caesalpinia lucida är en ärtväxtart som beskrevs av Ignatz Urban. Caesalpinia lucida ingår i släktet Caesalpinia och familjen ärtväxter. Inga underarter finns listade i Catalogue of Life.